# Damase DuBuisson
Damase DuBuisson, né Pierre Damase Champagne, est un chanteur et acteur québécois né à Montréal le 2 avril 1878 et décédé à Montréal le 16 janvier 1945.     

## Biographie
Damase Champagne amorce sa carrière au théâtre dans sa ville natale en 1896 en jouant les jeunes premiers. Il épouse Blanche Fournier à Montréal le 20 juin 1898, une chanteuse de Québec avec laquelle il fait carrière sous le nom de DuBuisson. 
En 1900, Damase et Blanche DuBuisson se produisent au Parc Sohmer (Montréal), sous la direction d'Ernest Lavigne, dans des opéras et des opérettes.
Affectionnant le genre comique, alors en vogue, Damase DuBuisson se produit au théâtre Bijou dans des comédies de vaudeville avec, entre autres chanteurs, Albert Roberval, Louis Vérande et Lucien Boyer.
En 1906, Damase DuBuisson et Ernest Ouimet fondent le Cinéma Ouimetoscope à Montréal. 
Plus tard, au Théâtre canadien-français (à l'angle des rues Sainte-Catherine et Saint-André, à Montréal), Damase DuBuisson inaugure une série de représentations d'opéras-comiques et d'opérettes avec une troupe qui comprend Jeanne Maubourg, Simone Rivière, Armand Robi et Hector Pellerin. 
Dans les années 1920, Damase DuBuisson se produit dans les principales salles de Montréal et de Québec. Il enregistre dix chansons en 1926 pour la compagnie Starr que dirige son ami Roméo Beaudry. Au cours des années 1930, on entendra Damase DuBuisson dans le feuilleton radiophonique Le Curé de village (entre 1935 et 1938) de Robert Choquette. 
Dans les années 1930, il se produira aussi au Théâtre National avec les vedettes du burlesque montréalais naissant tels Olivier Guimond, père et Arthur Petrie. 
En 1934, Damase DuBuisson devient directeur artistique de la section théâtre du service de l'assurance-chômage de la Ville de Montréal. Il décède à Montréal en février 1945.
En quarante ans de carrière, Damase DuBuisson aura joué à la scène dans plus de 800 drames, comédies et opérettes.

## Sources
- Le Gramophone virtuel
- Chantal Hébert, Le burlesque au Québec: un divertissement populaire, 1981